# Polyhymnia
Polyhymnia (latinsky Polyhymnia, řecky Πολυύμνια – asi „Mnohohymná“) či někdy jen Polymnia (Πολύμνια) je v řecké mytologii dcerou nejvyššího boha Dia a bohyně paměti Mnémosyné. Je Múzou hymnických zpěvů a sborové lyriky.
Múz je celkem devět, takto k nim přináleží jednotlivá umění:
- Kalliopé – epické básnictví; mívá voskové tabulky a rydlo
- Euterpé – hudba; zobrazována jako dívka s flétnou
- Erató – milostná poezie; zobrazována s lyrou v levé ruce a s Erótem
- Thaleia – veselé básnictví a komedie; mívá divadelní škrabošku a pastýřskou hůl
- Melpomené – tragédie; mívá tragickou masku a hlavu zdobenou břečťanem
- Terpsichoré – tanec; mívá lyru
- Kleió – dějepisectví; mívá svitek rukopisu
- Úrania – astronomie; mívá glóbus
- Polyhymnia – hymnický a sborový zpěv; nemá žádné symboly, bývá zobrazována zahalená a zamyšlená

V nejstarších textech jsou uváděny ještě tři zcela odlišné Múzy jménem Meleté – „Pečlivost“, Mnémé – „Paměť“ a Aoidé – „Zpěv“.
Všechny jsou krásné jako bohyně, ušlechtilé, vystupují většinou ve sboru. Žijí s bohy na Olympu, milují tanec a zpěv, který obveseluje bohy i Múzy samotné. Z bohů nejbližší jim je Apollón, ale ochraňují je všichni, s výjimkou boha války Area, ten se k nim chová velice nerudně.
Polyhymnia nemá žádný svůj symbol, snad jenom hluboké zamyšlení, v němž bývá zobrazována. Zdá se, že nemá ani žádný soukromý život.

## Odraz v umění
- Zachovaly se dvě její vynikající sochy, římské kopie helénistických originálů. Jedna je ve Vatikánském muzeu, druhá ve Státních muzeích v Berlíně.
- Česká sbírka odlitků antické plastiky FF UK obsahuje rekonstrukci sochy Múza Polyhymnie[1].